# Physalacria inflata
Physalacria inflata är en svampart som först beskrevs av Ludwig David von Schweinitz, och fick sitt nu gällande namn av Peck 1882. Physalacria inflata ingår i släktet Physalacria och familjen Physalacriaceae.   Inga underarter finns listade i Catalogue of Life.